# Anna von Hausswolff
Anna Michaela Ebba Electra von Hausswolff, född den 6 september 1986 i Göteborg, är en svensk sångare, pianist, organist, konstnär, kompositör/låtskrivare och grundare samt ägare till Pomperipossa Records. Hon är dotter till ljudkonstnären Carl Michael von Hausswolff.

## Biografi
Anna von Hausswolff har fått uppmärksamhet för sin uttrycksfulla röst, vilken gör att hon ofta jämförs med Kate Bush, även om von Hausswolff själv säger att hon aldrig lyssnat på Bush förrän efter jämförelserna. Hon gav den 5 februari 2010 ut sin debutsingel, Track of Time, på skivbolaget Kning Disk. Den följdes senare samma vår av debut-CD:n Singing from the Grave, som överlag fick goda recensioner i svensk dagspress.
På Way Out West-festivalen 2009 spelade hon i Annedalskyrkan i Göteborg, som hon fyllde. Den 26 februari 2010 spelade hon i Allhelgonakyrkan i Stockholm, och i mars samma år spelade hon förband till Tindersticks på tre spelningar i Sverige. Den 26 augusti 2010 uppträdde hon i TV4-programmet Nyhetsmorgon. Lördagen den 13 juli 2013 blev hon intervjuad av Scott Simon på "Weekend edition Saturday" på NPR (National Public Radio) i Washington, D.C, USA. Måndag den 10 dec 2018 sjöng hon på Nobelfesten.
2017 tilldelades hon Sten A Olssons kulturstipendium.
Hausswolff har även studerat arkitektur på Chalmers.

## Kontrovers
En grupp katolska demonstranter lyckades den 7 december 2021 stoppa von Hausswolffs konsert i Nantes, Frankrike. Demonstranterna anklagade artisten för att vara satanistisk och blockerade ingången till kyrkan Notre-Dame du Bon-Port där konserten skulle ägt rum. Demonstrationen fick kritik från lokala kulturpolitiker och representanter för administrationen i Nantes. Kritiken hänvisade till upplysningsfientlighet och för att vara "En bedrövlig manifestation för intolerans och en kränkning av kulturens frihet". Demonstrationen har i press beskrivits som fundamentalistisk.

## Diskografi

### Album
- 2010 – Singing from the Grave
- 2012 – Ceremony
- 2014 – Källan (Prototype) (livealbum, endast vinyl, 500 ex.)
- 2015 – The Miraculous
- 2018 – Dead Magic
- 2020 – All Thoughts Fly

### EP
- 2010 – Track of Time

### Singlar
- 2010 – "Medan vi sov" –  splitsingel tillsammans med Ingenting